# Медведев, Александр Юрьевич
Александр Юрьевич Медведев (род. 23 мая 1979, Ярославль) — российский хоккеист защитник и тренер. Воспитанник ярославского «Торпедо». Мастер спорта Республики Беларусь международного класса (2015). Выступал за исландский клуб «Бьёрнин» и одновременно являлся главным тренером юниорской сборной Исландии.
Обладатель Континентального кубка 2014/2015. Играл за сборную России до 17 лет на Мировом кубке вызова 1995 и был включён в символическую сборную.